# Parides alopius
Parides alopius (лат.) — вид дневных бабочек из семейства Парусники. Эндемик Мексики. Также известен один случай обнаружения в штате Аризона (США). Верхняя сторона крыльев чёрная, на задних крыльях имеются два ряда субмаргинальных пятен: первый ряд — белый; второй — розовый. Размах крыльев 7,5—9 см. Взрослые бабочки обнаруживаются с марта по ноябрь. Единственным зарегистрированным кормовым растением их гусениц является кирказон вида Aristolochia watsonii.